# Rubén Zini
El Brigadier Mayor (R) Rubén Gustavo Zini (Goya, Corrientes; 9 de julio de 1942) es un Piloto de Combate retirado de la aviación argentina, veterano de la Guerra de Malvinas. Durante el conflicto se desempeñó como Jefe de Escuadrón Aéreo de los cazabombarderos Douglas A- 4B Skyhawk  pertenecientes al Grupo 5 de Caza de la V Brigada Aérea conocido como “Los Halcones”. Durante su carrera como aviador militar alcanzó 7900 horas de vuelo, especialmente en aviones de combate, adiestramiento, aviones de enlace y transporte.

## Educación y primeros años
Zini nació en Goya, en la provincia argentina de Corrientes, el 9 de julio de 1942. Finalizó sus estudios secundarios con 16 años, ingresando a la Escuela de Aviación Militar  el 2 de febrero de 1959. Egresó el 14 de diciembre de 1962 con el grado de Alférez.
Durante 1963 realizó el curso de Aviador Militar y recibió sus alas como piloto, volando el Beechcraft Mentor T-34, el North American T -28  y el jet francés Morane Saulnier MS 760 Paris. También realizó el curso de piloto de caza, alcanzando las calificaciones para operar un Sabre F-86F.
Integró el Escuadrón de Instrucción de la Escuela de Pilotos de Caza (CB2) dirigido por el Mayor Crespo, ayudando a consolidar la formación de los pilotos de Caza que luego tuvieron una participación destacada en el Conflicto del Atlántico Sur.

## Actuación en Malvinas
Zini embarcó hacia Malvinas en 1982 con el cargo de Jefe de Escuadrón Aéreo de aviones Douglas A- 4B Skyhawks perteneciente al Grupo 5 de Caza. Los pilotos del Escuadrón Aéreo, liderados por Zini y el vicecomodoro Dubourg, infligieron daños importantes a la flota británica, hundiendo a la fragata Clase 21 Antelope, al destructor Clase 42 Coventry y al buque de desembarco Sir Galahad.

## Vida posterior
Al finalizar la guerra continuó ascendiendo como aviador militar en el seno de la Fuerza Aérea Argentina, siendo jefe del Grupo Aéreo 4 de Caza en la IV Brigada Aérea de Mendoza. En 1987 realizó el Curso  Superior de Conducción en la Escuela Superior de Guerra Aérea, siendo designado luego Jefe de Departamento  de Políticas y Doctrina en Jefatura III de Planificación del Estado Mayor General.
En 1990 es designado Jefe de la V Brigada Aérea en Villa Reynolds, San Luis, y en diciembre de 1992 asciende al grado de Brigadier, desempeñándose como Jefe del Estado Mayor de Comando de Operaciones Aéreas  y luego Jefe III Planificación del Estado Mayor General de la Fuerza Aérea.
Entre los años 1993 y 1994 lideró el equipo que tuvo la responsabilidad  de desarrollar el programa de adquisiciones de los aviones de combate Douglas A 4R en los EE. UU. para reponer el material aéreo perdido en la Guerra de Malvinas.
Ascendido a Brigadier Mayor, siendo designado Agregado Aeronáutico a la Embajada en los Estados Unidos y Canadá, ocupando simultáneamente la Jefatura de la Delegación Militar en la Junta Interamericana de Defensa en Washington D. C. En 1997 paso a retiro luego de 38 años de servicio.
En julio del 2000 fue nombrado vocal del Consejo Supremo de las Fuerzas Armadas, máximo tribunal de justicia militar, por decreto del Presidente de la Nación. Fue miembro del mismo hasta febrero del 2009, llegando a presidirlo.

## Premios y condecoraciones
·      Premio” Comandante de Operaciones Aéreas” al más alto  promedio en el Concurso  de Tiro Aéreo.
·      Premio “Comando de Personal” al más alto promedio en Ejercitaciones Operativas Escuela Superior de Guerra Aérea. 
·      Distintivo de Campaña Primera Clase de la Fuerza  Aérea Argentina por su participación en el Conflicto del Atlántico Sur.
·      Medalla otorgada por el Honorable Congreso de la Nación a los Combatientes de Malvinas.
·      Cruz al Mérito Aeronáutico  otorgada por las Fuerzas Armadas de Bolivia.
·      Legión al Mérito en el Grado de Oficial otorgada por Gobierno de los Estados Unidos.